# 中國—荷蘭關係
中荷關係（荷蘭語：Chinees-Nederlandse betrekkingen），是指荷蘭王國和中華人民共和國之間的雙邊關係。

## 歷史

### 1800年代至1900年代
早至17至18世紀時荷蘭東印度公司的荷蘭人已經在廣州及台灣西部設立貿易港。 1622年，荷蘭軍入佛堂門，新安縣知縣陶學修率領軍民，荷蘭軍退。 中国明朝在1622至1624年和荷蘭東印度公司發生爭執，而明朝軍隊在澎湖之戰擊退了荷蘭人。在1633年，鄭芝龍率領軍隊在崇禎明荷海戰再次打敗荷蘭人。清廷與荷蘭曾於17世紀中期組成「清荷聯軍」以試圖對抗明鄭政权。1912年，中华民国成立后，向荷兰派驻外交代表。1913年10月6日，荷兰外交承认中华民国北洋政府。1950年3月27日，荷兰宣布承认中华人民共和国，与中华民国断交。

### 1950年代至1990年代
中华人民共和国与荷兰于1954年11月19日建立代办级外交关系。1972年5月18日升格为大使级关系。
此后，双方关系起伏发展。1981年5月11日，因荷政府批准荷公司向台湾出售潜艇，两国外交关系降为代办级。1984年2月1日，中荷恢复大使级外交关系。1989年，荷蘭随同欧共体对中國實施制裁，两国关系受到较大影响。
1990年10月后，中荷关系逐渐改善。1997年4月，中荷关系因人权问题再次受到影响。1997年底，荷改变在涉华人权问题上的立场，中荷关系再度恢复。近年来，在双方共同努力下，两国关系保持稳定发展。中荷两国已建立开放务实的全面合作伙伴关系。

### 2010年代至今
2014年3月，中共中央总书记兼中国国家主席習近平首次到荷蘭訪問，受到广泛关注。
2023年1月29日，日本荷兰与美国达成协议，限制对华芯片技术出口。2月17日中国驻荷兰大使对此表示，中荷一直就半导体问题保持密切沟通，“相信荷方可以秉持客观公正的立场，从自身长远利益和公平公正的市场原则出发，独立自主地作出正确决定”。6月30日，荷兰政府宣佈限制最新型号的深紫外光刻设备出口到中国，该项出口管制法规在9月开始生效。对此中国驻荷兰王国大使馆发言人表示坚决反对。中华人民共和国商务部表示，荷方应避免有关措施阻碍两国半导体行业正常合作和发展。
2024年2月6日，荷兰首次公开指责中国对其国防网络进行网络攻击，荷兰国防部长卡伊莎·奥隆格伦称这是中国针对荷兰及其盟国进行政治间谍活动的一部分。卡伊莎·奥隆格伦引用荷兰两个情报机构MIVD和AIVD的报告表示，黑客放置了恶意软件，将自己的活动隐藏在一个50人用于非机密研究的武装部队网络中，并表明这一事件并不是孤立，而是中国针对荷兰及其盟国进行政治间谍活动的更广泛趋势的一部分。
2024年3月27日，荷兰首相马克·吕特访问中国，并与中共中央总书记、国家主席习近平举行会谈，媒体称本次会谈的焦点是艾司摩爾公司的光刻机是否能得到荷兰政府的对华出口许可证，期间习近平称：“人为制造科技壁垒、割裂产业链供应链，只会导致分裂和对立。中国人民也有正当发展的权利，任何势力都无法阻遏中国科技发展进步的步伐。”

## 經貿關係
荷蘭对华出口的貨品包括石油產品、機械、交通工具、食品、高科技產品及化石燃料等。
中国運至荷蘭的貨品有電腦、電子產品、玩具及衣物。从2003年起，荷兰连续11年保持中国在欧盟第二大贸易伙伴（2014年降至第三），连续12年成为中国在欧盟的第二大出口市场。2014年，双边贸易额742.8亿美元，同比增长5.9%，其中中方进口93.5亿美元，下降4.9%；出口649.3亿美元，增长7.7%。自1980年以来中国对荷贸易一直顺差，但对荷出口70%都属转口贸易，50%以上属于加工贸易。
截至2014年，荷兰对华投资项目2957个，实际投入147.4亿美元。其中2014年，荷兰对华投资项目122个，实际投入6.39亿美元。截至2014年底，中方对荷投资共103.43亿美元，其中2014年非金融类直接投资71.9亿美元，同比增长18倍。目前，共有400多家中资企业在荷设立运营机构。
2019年起，荷蘭政府在美方的要求下禁止ASML向中國出口极紫外光刻機器。

## 文化關係
中荷签有文化合作协定（1980年），双方文化交流活跃。2005年和2009年，中国在荷先后成功举办阿姆斯特丹中国节和中国电影展。“欢乐春节”系列活动连续9年在荷兰举行。荷兰阿姆斯特丹皇家音乐厅管弦乐团等著名文艺团组多次来华演出。
中国系荷兰3个优先发展教育合作的国家之一。2013年，中国赴荷留学人员总数为2176人，截至2013年底，共有9321名中国留学生在荷兰学习。2013年全年在华学习的荷兰学生为1808人，其中64人享受中国政府奖学金。现已有20多所荷兰高等院校与中国有关高校建立了长期校际交流关系，主要有：莱顿大学、阿姆斯特丹大学和北京大学；代尔夫特理工大学和清华大学等。2005年5月两国政府签订相互承认高等教育学位证书及入学的协议（2006年6月生效）。中国在莱顿大学海牙分校，格罗宁根大学和马斯特里赫特南方应用科技大学各设有一所孔子学院。
荷兰是最早同中国开展战略性和长期性科研合作的西方国家之一。1999年，中荷签署政府间科技合作协定。2001年，两国科技部门签署科学合作与交流谅解备忘录，并于2011年续签，其中合作内容包括科技合作交流、联合研究项目合作计划等，合作领域涉及环境、新材料、新能源、医学等方面。2012年，双方签署关于创新合作的谅解备忘录，旨在促进两国科研机构、大学、企业间的产学研创新合作。

## 军事關係
1978年中国在荷兰设立武官处，中荷两军开始建立联系。1995年，荷兰海军“内斯”号和“加伦”号导弹护卫舰对上海进行非正式访问，两军交往由此增多。2006年10月，荷在华设立武官处并派驻首任武官。2015年1月底，中国海军第十八批护航编队访问荷兰鹿特丹港，系两国建交以来中国海军舰队首次访荷。目前，两国军事交流与合作开展顺利。

## 外部連結
| - 中華人民共和國駐荷蘭王國大使館官方網站（简体中文）（英文） - 中華人民共和國駐荷蘭王國大使館經濟商務處官方網站（简体中文） - 中華人民共和國駐威廉斯塔德總領事館官方網站（简体中文）（英文） - 中华人民共和国驻威廉斯塔德总领事馆经贸之窗官方网站（简体中文） | - 荷蘭駐華大使館官方網站（简体中文）（英文）（荷兰文） - 荷蘭駐上海總領事館官方網站（简体中文）（英文）（荷兰文） - 荷蘭駐廣州總領事館官方網站（简体中文）（英文）（荷兰文） - 荷蘭駐香港總領事館官方網站（英文）（荷兰文） |